# Morishita (métro de Tokyo)
Pour les articles homonymes, voir Morishita.
Morishita (森下駅, Morishita-eki) est une station du métro de Tokyo sur les lignes Shinjuku et Ōedo dans l'arrondissement de Kōtō à Tokyo. Elle est exploitée par le Bureau des Transports de la Métropole de Tokyo (Toei).

## Situation sur le réseau
La station Morishita est située au point kilométrique (PK) 12,7 de la ligne Ōedo et au PK 9,5 de la ligne Shinjuku.

## Histoire
La station a été inaugurée le 21 décembre 1978 sur la ligne Shinjuku. La ligne Ōedo y arrive le 12 décembre 2000.

## Services aux voyageurs

### Accès et accueil
La station est ouverte tous les jours.
En moyenne, 139 232 voyageurs ont fréquenté quotidiennement la station en 2015.

### Desserte
- Ligne Shinjuku :
  - voie 1 : direction Shinjuku (interconnexion avec la ligne nouvelle Keiō pour Hashimoto et Takaosanguchi)
  - voie 2 : direction Motoyawata
- Ligne Ōedo :
  - voie 3 : direction Iidabashi et Tochōmae
  - voie 4 : direction Roppongi

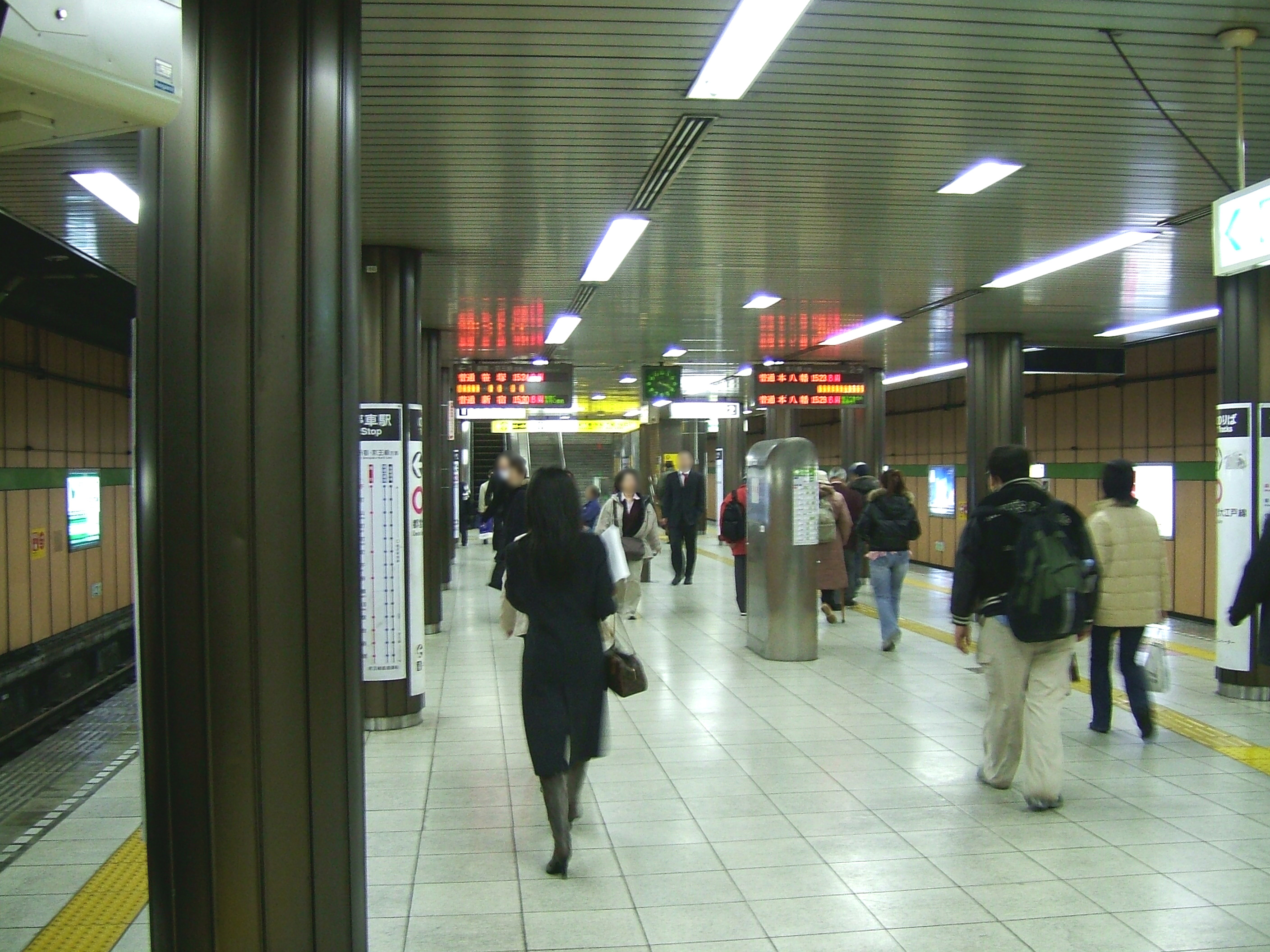
Quai de la ligne Asakusa
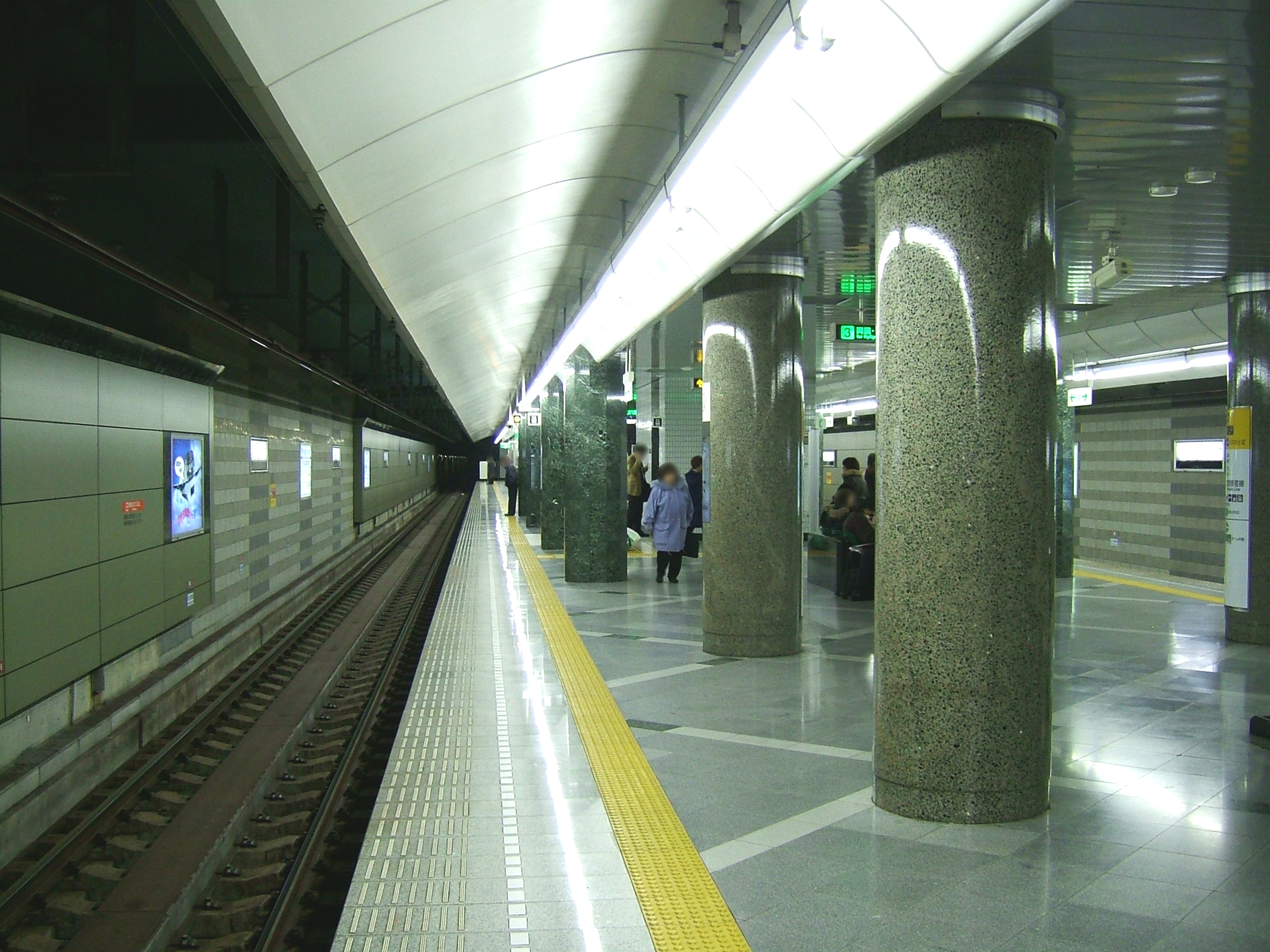
Quais de la ligne Ōedo